# Antoine Duchêne
Pour les articles homonymes, voir Duchêne.
Antoine Duchêne, né le 15 novembre 1913 à Villeurbanne (Rhône) et mort le 11 septembre 1943 à Lyon, est un résistant français, Compagnon de la Libération.

## Biographie
Sa mission était entre autres d'approvisionner les groupes de résistants en matériel de transmission.
Il est assassiné le 11 septembre 1943 par la Gestapo d'une balle dans le dos alors qu'il permettait à son chef de réseau Paul Buffet-Beauregard de s'évader.
Antoine Duchêne a été inhumé à Four en Isère.

## Distinction
- Chevalier de la Légion d'honneur
- Compagnon de la Libération à titre posthume par décret du 20 novembre 1944

- Croix de guerre 1939–1945, palme de bronze